# Horst W. Hamacher
Horst Wilhelm Hamacher (* 21. April 1951 in Kerpen, Nordrhein-Westfalen) ist ein deutscher Mathematiker mit Spezialgebiet Wirtschaftsmathematik, insbesondere Optimierung (Mathematik).

## Ausbildung und Beruf
Nach dem Abitur im Jahre 1970 in Bergheim studierte er an der Universität zu Köln Mathematik, Physik und Wirtschaftswissenschaften. Das Studium beendete er 1977 mit dem Abschluss Diplom. Anschließend promovierte er 1980 bei Rainer Burkard an der Universität Köln mit einer Arbeit zur kombinatorischen Optimierung. Von 1977 bis 1981 war Horst Hamacher Assistent am Mathematischen Institut der Universität Köln, danach Associate Professor an der University of Florida in Gainesville, USA. Seit 1988 ist er Professor für Wirtschaftsmathematik an der Universität Kaiserslautern. Dort war er Vizepräsident von 1994 bis 1997. Zwischen 2004 und 2010 war er Mitglied des Vorstands der Gesellschaft für Operations Research (GOR), in den letzten beiden Jahren als Vorsitzender.
Horst W. Hamacher ist verheiratet, hat vier Kinder und fünf Enkelkinder.

## Auszeichnungen
- 2004 Julius von Haast Fellowship Award der Royal Society of New Zealand
- 2009 Lehrpreis des Landes Rheinland-Pfalz
- 2015 Wissenschaftspreis der Gesellschaft für Operations Research (GOR)
- 2021 Lifetime Achievement in Location Analysis Award - Section on Location Analysis of INFORMS (The Institute for Operations Research and the Management Sciences)